# Lucio V. Mansilla (Córdoba)
Lucio V. Mansilla is een plaats in het Argentijnse bestuurlijke gebied Tulumba in de provincie Córdoba. De plaats telt 851 inwoners.